# Galeries Lafayette

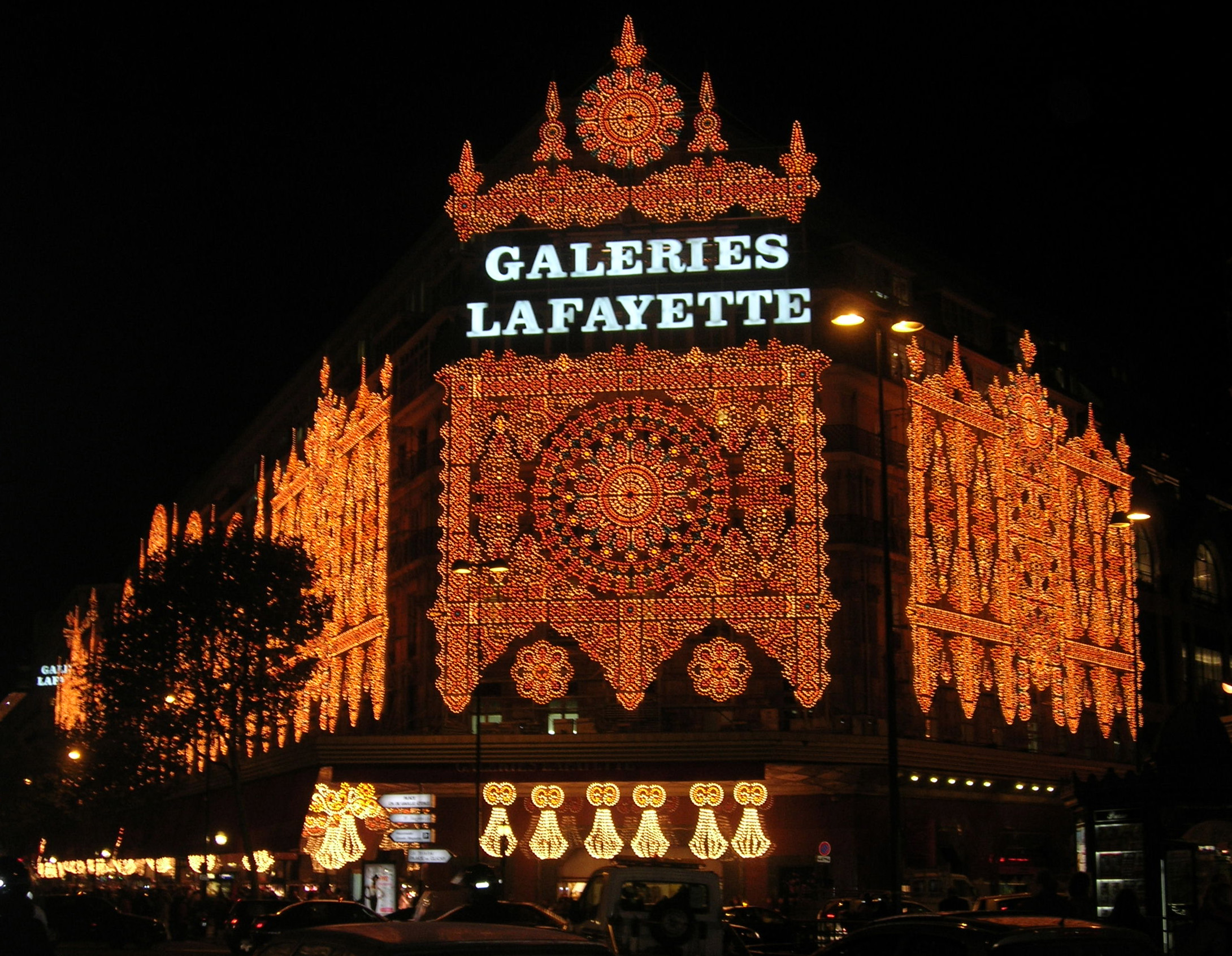
Galeries Lafayette na Boulevard Haussmann

Galeries Lafayette je francouzský řetězec obchodních domů.

## Historie
- 1893 – Théophile Bader a Alphonse Kahn otevřeli v Paříži na rohu ulic Rue La Fayette a Rue de la Chaussée-d'Antin malý obchod zaměřený na módu pojmenovaný Galeries Lafayette.
- 1912 – Otevření obchodního domu v ulici Boulevard Haussmann v Paříži
- 1916 – Otevřena první Galeries Lafayette mimo Paříž. A to v Nice následována roku 1919 obchodním domem v Nantes a 1926 v Montpellier
- 1932 – Otevřena první pobočka dceřiné společnosti nazvané Monoprix
- 1996 – Otevřena nová pobočka Galeries Lafayette na rohu Friedrichstraße a Französische Straße v Berlíně
- 2001 – Připojení francouzské části společnosti Marks & Spencer

## Statistiky
K roku 2006:
- Počet zaměstnanců: 12.022
- Počet obchodů: 63
- Čistý roční obrat: 1.621.700.000€